# Cheval en Libye
Le cheval en Libye, comme dans les autres pays d'Afrique du Nord, correspond à une tradition ancienne, et ses usages s'y distinguent par des pratiques de fantasias et des courses hippiques. Au terme des deux guerres civiles des années 2010, ces activités sont réorganisées. L'élevage local concerne de nombreux chevaux croisés ainsi que deux lignées pures, l'Arabe et le Barbe.

## Histoire
L'utilisation du cheval sur le territoire libyen remonte au moins au XIIIe siècle av. J.-C., un détachement militaire égyptien ayant capturé les 14 chariots d'un chef libyen en −1 229. C'est aussi par la Libye que l'usage du char gagne le Sahara libyen-berbère. L'établissement de comptoirs Phéniciens au XIe siècle av. J.-C. permet de diffuser le cheval jusqu'au détroit de Gibraltar.
Les courses de char sont connues dans l'Antiquité, et enseignées aux Grecs. Hérodote rapporte l'usage du char à 4 chevaux par les Garamantes du Fezzan. Septime Sévère est réputé avoir exporté des chevaux de course libyens vers la Britannia.
La tradition des courses hippiques modernes en Libye remonte à leur création en 1959, sous l'autorité du ministère de l'agriculture. Le colonel Kadhafi en transfère l’exercice aux autorités militaire dès son arrivée au pouvoir, entraînant la disparition de l'industrie d'élevage du Pur-sang en Libye. En 2004, l'élevage du Pur-sang est de nouveau autorisé, et par là, les importations de ces animaux depuis le Royaume-Uni et les États-Unis. En 2012, les courses de chevaux sont à leur tour officiellement ré-autorisées et réorganisées.
Le 15 septembre 2017, l'autorité générale pour les courses hippique a organisé la première édition de la Peace Cup for Libya à l'hippodrome Abu Sittah de Tripoli, une série de courses hippiques tenues chaque semaine, dont la première édition a attiré 350 jockeys venus de tout le pays. Une parade équestre traditionnelle s'est tenue dans le district de Tajoura, à Tripoli, pendant un festival équestre le 22 juin 2018.
Avec la reprise officielle des activités équestres, le coût du harnachement traditionnel s'est envolé, pouvant atteindre l'équivalent de 6 000 euros pour les selles les plus chères, décorées en argent, fin 2017.

## Pratiques

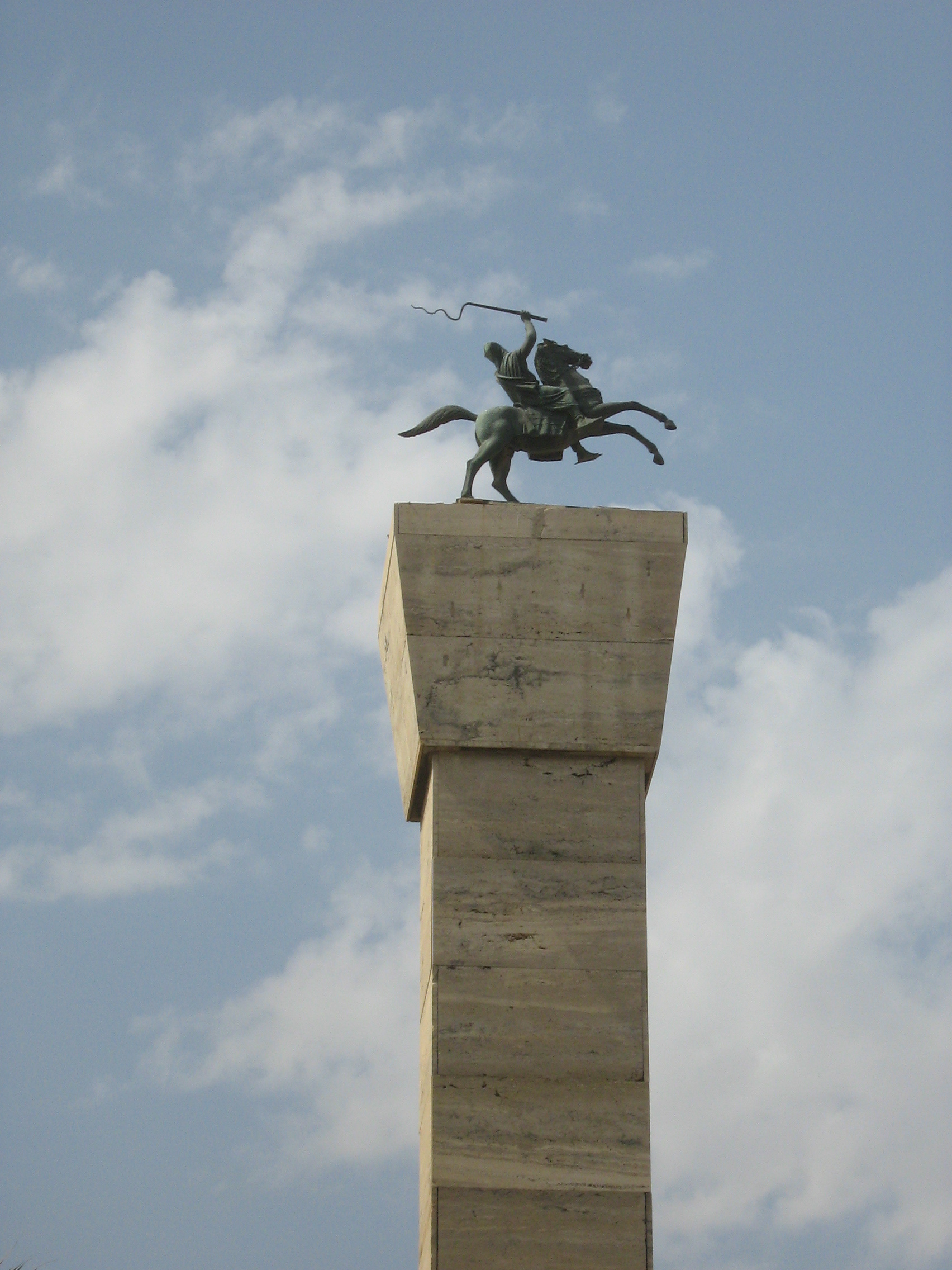
Statue équestre à Green Square, à Tripoli.

La Fédération équestre arabe libyenne est membre de la Fédération équestre internationale (FEI) depuis 1970. Le pays n'a pas décroché de médaille dans les compétitions gérées par la FEI.
L'autorité libyenne des courses de chevaux (الْهَيْئَـةُ الْلِّيبِيـةُ لِسِبَـاقِ الْخَيْـلْ), créée en 2013 à Tripoli sur décision du conseil des ministres, gère l'organisation du sport hippique dans tout le pays.
Les courses hippiques, organisées entre autres à Zaouïa chaque vendredi, permettent à la population d'avoir une distraction, et de relancer l'artisanat de confection des selles et des harnachements traditionnels. Ces courses se doublent de fantasias.

## Élevage
Les guerres civiles libyennes, en 2011 puis en 2014, ont nui a l'élevage local.
Le Barbe libyen, peu connu hors des frontières de son pays, est l'une des races locales élevées en Libye. Il existe cependant de nombreux chevaux croisés, ce qui ne permet plus forcément de distinguer les deux lignées ancestrales que sont le Barbe et l'Arabe.